# 秋元皓貴
秋元 皓貴（あきもと ひろき、1992年8月31日 - ）は、日本の男性キックボクサー、空手家。愛知県豊田市出身。元ONEキックボクシング世界バンタム級王者。

## 来歴
小学2年生時に空手を始め、選手権大会で数々の入賞を果たした。
2007年2月25日、K-1 JAPAN TRYOUTに参加し、日下部竜也・野杁正明と共に特別合格を果たした。
2007年10月28日、「BRIDGE　one match challenge 6th」でプロデビュー。森平雄治と対戦し判定勝ちを収めた。
2008年7月27日、第9回アマ全日本選手権トーナメントのバンタム級で優勝。
2009年7月4日、K-1甲子園中部地区予選大会で優勝を果たした。
2011年7月24日、「真樹ジムAICHI10周年記念興行 J-1 time 〜signal of start〜」で元ルンピニースタジアム認定2階級王者で現役ランカーのピンサヤーム・ソー.アムヌアイシリチョークと対戦し2RにKO勝ちを収めた。
2011年8月21日、「ビッグバン・統一への道 其の六」で増倉敦と対戦し3RにKO勝ちを収めた。この試合で左拳の左第2中手骨を骨折し全治2ヶ月と診断された。
2012年10月7日、東京・後楽園ホールで行われたMA日本キック「BREAK-30 ～UNIFICATION～ WBCムエタイ日本4大タイトルマッチ」で 森井洋介（藤原ジム）に判定勝ち。19歳にしてデビュー以来無敗のままWBCムエタイ日本タイトルを獲得。
2014年からフルコンタクト空手（日本実戦空手道七州会）に復帰。
2015年5月23・24日に開催されたJFKO主催の第2回全日本フルコンタクト空手選手権で軽量級準優勝（2016年第3回は3位）、2017年の第4回全日本では悲願の軽量級初優勝を果たした。
2018年10月、シンガポールのメガジム「Evolve MMA」がトライアウトを実施し、秋元の「EVOLVE Fight Team」入りを発表した。
2019年1月25日、ONE Championship: Hero's Ascentで約6年ぶりのキックボクシング復帰戦を行いジョシュ・トナーに判定勝ちを収めた。
2019年3月31日、ONE Championship: A New Eraでヨゼフ・ラシリと対戦し、0-2の判定負け。プロキャリア初の黒星を喫した。
2020年10月9日、バンタム級（65.7kg）転向初戦となったONE Championship: Reign of Dynasties 2でバンタム級ランキング3位のジャン・チェンロンと対戦し、2-1の判定勝ちを収めた。
2021年2月26日、ONE Championship: Fists Of Furyでバンタム級ランキング4位のジャン・チェンロンと再戦し、判定勝ちを収めた。
2021年12月3日、ONE Championship:WINTER WARRIORSで、これがONEデビュー戦となる中国の邱建良と対戦し、3-0で判定勝ちを収めた。
2022年3月26日、ONE Championshipの10周年記念大会「ONE X」にて、ONE世界バンタム級キックボクシング王者のカピタン・ペッティンディーアカデミーとタイトルマッチで対戦。終始前進し続けてカピタンを圧倒し、5R終了3-0の判定勝ち。タイトルを奪取し、これにより立ち技部門であるONEスーパーシリーズ初の日本人王者に輝いた。
2022年11月19日、ONE 163にてペッタノン・ペットファーガスと初防衛戦に臨むが、5回1-2の僅差判定負け。初防衛に失敗し僅か8ヶ月でONE世界王座を手放した。
2024年5月4日、ONE Fight Night 22にて元K-1 WORLD GPライト級王者のウェイ・ルイと1年半ぶりの復帰戦を行うが、3回0-3の判定負けを喫した。しかしこの判定は大きな物議を醸し、秋元が勝っていたのではという声も多かった。

## 戦績

### プロキックボクシング
| キックボクシング 戦績 | キックボクシング 戦績 | キックボクシング 戦績 | キックボクシング 戦績 | キックボクシング 戦績 | キックボクシング 戦績 | キックボクシング 戦績 |
| --------------------- | --------------------- | --------------------- | --------------------- | --------------------- | --------------------- | --------------------- |
| 31 試合               | (T)KO                 | 判定                  | その他                | 引き分け              | 無効試合              |                       |
| 27 勝                 | 10                    | 17                    | 0                     | 0                     | 0                     |                       |
| 4 敗                  | 0                     | 4                     | 0                     | 0                     | 0                     |                       |

| 勝敗 | 対戦相手                                  | 試合結果                            | 大会名 | 開催年月日     |
| ○    | ジョン・リネカー                          | 3R終了 判定2-1                      | ONE 172: Rodtang vs. Takeru                                                                                           | 2025年3月23日  |
| ×    | イリアス・エナッシ                        | 3R終了 判定0-3                      | ONE Fight Night 81 | 2024年9月27日  |
| ×    | ウェイ・ルイ                              | 3R終了 判定0-3                      | ONE Fight Night 22 | 2024年5月4日   |
| ×    | ペッタノン・ペットフォーガス              | 5R終了 判定1-2                      | ONE Championship:ONE 163 Akimoto vs. Petchtanong 【ONEキックボクシング世界バンタム級タイトルマッチ】                  | 2022年11月19日 |
| ○    | カピタン・ペッティンディーアカデミー      | 5R終了 判定3-0                      | ONE Championship: ONE X 【ONEキックボクシング世界バンタム級タイトルマッチ】                                           | 2022年3月26日  |
| ○    | 邱建良                                    | 3R終了 判定3-0                      | ONE Championship: Winter Warriors                                                                                     | 2021年12月3日  |
| ○    | ジャン・チェンロン                        | 3R終了 判定3-0                      | ONE Championship: Fists Of Fury                                                                                       | 2021年2月26日  |
| ○    | ジャン・チェンロン                        | 3R終了 判定2-1                      | ONE Championship: Reign of Dynasties 2                                                                                | 2020年10月9日  |
| ○    | ケニー・ズィー                            | 3R終了 判定3-0                      | ONE Championship: Masters Of Destiny                                                                                  | 2019年7月12日  |
| ×    | ジョゼフ・ラシリ                          | 3R終了 判定0-2                      | ONE Championship: A New Era                                                                                           | 2019年3月31日  |
| ○    | ジョシュ・トナー                          | 3R終了 判定3-0                      | ONE Championship: Hero's Ascent                                                                                       | 2019年1月25日  |
| ○    | スラチャイ・シースリヤンヨーティン        | 5R終了 判定3-0                      | MA日本キック「DRAGON ROAD ONE AND ONLY TAKE１」 【ラジャダムナンスタジアム認定ランキング査定試合】                    | 2013年4月14日  |
| ○    | 駿太                                      | 5R終了 判定3-0                      | ビッグバン・統一への道 其の十一                                                                                       | 2012年12月2日  |
| ○    | 森井洋介                                  | 5R終了 判定3-0                      | MA日本キック「BREAK-30 ～UNIFICATION～ WBCムエタイ日本4大タイトルマッチ」 【WBCムエタイ日本フェザー級タイトルマッチ】 | 2012年10月7日  |
| ○    | 藤澤大樹                                  | 1R 1:28 TKO（左肘打ちによるカット） | MA日本キック「KICK GUTS 2012 第15回梶原一騎杯～真樹日佐夫追悼記念興行～」 【MA日本フェザー級王座決定戦】              | 2012年7月15日  |
| ○    | 拳竜                                      | 1R 2:52 KO（右前蹴り）              | MA日本キック「BREAK-25 ～CANNONBALL～」 【MA日本フェザー級挑戦者決定戦】                                              | 2012年5月6日   |
| ○    | 佐々木郁矢                                | 1R 2:40 KO（左ハイキック）          | ビッグバン・統一への道 其の八                                                                                         | 2012年2月25日  |
| ○    | 増倉敦                                    | 3R 0:18 KO（左膝蹴り）              | ビッグバン・統一への道 其の六                                                                                         | 2011年8月21日  |
| ○    | ピンサヤーム・ソー.アムヌアイシリチョーク | 2R 0:54 KO（左ボディフック）        | 真樹ジムAICHI10周年記念興行 J-1 time 〜signal of start〜                                                              | 2011年7月24日  |
| ○    | 祥汰                                      | 1R 1:46 KO（左膝蹴り）              | ビッグバン・統一への道 其の五                                                                                         | 2011年5月15日  |
| ○    | TURBΦ                                     | 2R 1:05 KO（右飛び膝蹴り）          | ビッグバン・統一への道 其の四                                                                                         | 2011年2月5日   |
| ○    | 山口正道                                  | 3R終了 判定3-0                      | ビッグバン・統一への道 其の参                                                                                         | 2010年9月23日  |
| ○    | 上村宣光                                  | 3R終了 判定3-0                      | MA日本キック「Explosion-1」                                                                                           | 2010年5月4日   |
| ○    | 須藤稔也                                  | 2R 1:17 TKO（タオル投入）           | MA日本キック「〜暴虎馮河 其の壱〜」                                                                                   | 2010年4月4日   |
| ○    | 松本忠                                    | 3R終了 判定3-0                      | NAGOYA KICK〜CENTRAL RHYTHM〜                                                                                         | 2010年3月14日  |
| ○    | 鈴木翔也                                  | 3R終了 判定3-0                      | NAGOYA KICK〜KICK Hopping！〜                                                                                         | 2010年1月31日  |
| ○    | 石橋真幸                                  | 3R終了 判定2-0                      | NAGOYAKICK〜BoogieFight07 Black Sunday〜                                                                              | 2009年3月8日   |
| ○    | 山村教文                                  | 3R終了 判定3-0                      | NAGOYAKICK〜2008FINAL 名古屋ｖｓムエタイ最終決戦 DrumRoll Please!!〜                                                  | 2008年12月23日 |
| ○    | 江幡睦                                    | 3R終了 判定3-0                      | K-1 甲子園 KING OF UNDER 18〜FINAL16〜                                                                                | 2008年8月29日  |
| ○    | 森平雄治                                  | 2R終了 判定3-0                      | BRIDGE one match challenge 6th                                                                                        | 2007年10月28日 |

### アマチュアキックボクシング
| 勝敗 | 対戦相手 | 試合結果                | 大会名                                              | 開催年月日     |
| ×    | 晴山翔栄 | 3R 0:23 KO(ローキック)  | K-1甲子園2010 -KING OF UNDER 18- FINAL 【決勝】     | 2010年11月20日 |
| ○    | 石田圭吾 | 延長R 1:46 KO(左ミドル) | K-1甲子園 -KING OF UNDER 18- FINAL 【準決勝】       | 2010年11月20日 |
| ○    | 小川翔   | 延長R終了 判定3-0       | K-1甲子園 -KING OF UNDER 18- FINAL 【準々決勝】     | 2010年11月20日 |
| ○    | 樫村公治 | 1R 一本勝ち             | K-1甲子園 -KING OF UNDER 18- FINAL 【2回戦】        | 2010年11月20日 |
| ○    | 栗原勇樹 | 1R 合わせ一本           | K-1甲子園 -KING OF UNDER 18- FINAL 【1回戦】        | 2010年11月20日 |
| ×    | 嶋田翔太 | 3R終了 判定0-3          | K-1 WORLD MAX 2009 -FINAL- 【準々決勝】             | 2009年10月26日 |
| ○    | 山口裕人 | 3R終了 判定3-0          | K-1甲子園 2009 KING OF UNDER 18 -FINAL16- 【1回戦】 | 2009年8月10日  |

## 獲得タイトル
- 第4回全日本フルコンタクト空手道選手権大会 男子軽量級 優勝
- 第3代WBCムエタイ日本フェザー級王座
- 第19代MA日本フェザー級王座
- K-1甲子園2010 準優勝
- K-1甲子園2009 中部地区予選大会 優勝
- 第9回アマ全日本選手権トーナメントバンタム級優勝
- 第3代ONEキックボクシング世界バンタム級王座